# Zio Gianni
Zio Gianni è una sitcom italiana, andata in onda in prima visione su Rai 2 dal 22 dicembre 2014 al 9 febbraio 2016.

## Produzione
È nata dall'incontro tra Sydney Sibilia, Matteo Rovere e gli autori della web serie The Pills ed è prodotta in collaborazione tra Ascent Film e Rai Fiction.

## Trama
Gianni Coletti (Paolo Calabresi) è un impiegato cinquantenne mite e senza pretese, sposato da venti anni. La sua vita si ribalta nel giorno in cui, dopo il fallimento della banca, perde il lavoro e, in seguito, viene lasciato dalla moglie. Cacciato di casa anche dai genitori anziani, Gianni è costretto a cercarsi una nuova sistemazione e un nuovo impiego. L'unica possibilità che può permettersi è quella di andare a vivere con tre studenti poco più che ventenni, i quali accettano la convivenza con il cinquantenne Gianni, un po' per bisogno economico, un po' per il gusto dell'avventura. Zio Gianni si trova così, tra ritardi nei pagamenti delle bollette, turni delle pulizie e della spesa, alcol, festini, continui problemi lavorativi, soldi e fiducia nel futuro, prova a cavarsela da solo per la prima volta nella sua vita, nella speranza di riprendersi la moglie e il lavoro. Ad aiutarlo ci sono i suoi tre giovani coinquilini.

## Personaggi e interpreti
- Gianni Coletti, interpretato da Paolo Calabresi: zio Gianni, un cinquantenne rimasto senza lavoro, senza una moglie e senza una casa, costretto a vivere in una stanza assieme a tre coinquilini di venticinque anni più giovani di lui.
- Chiara, interpretata da Crystel Checca: studentessa di biologia marina, vegana, ingenua e buffa.
- Rodolfo, interpretato da Francesco Russo: avaro, cinico e nichilista, di origine napoletana, nerd e con la fissa per il trading on-line.
- Fulvio, interpretato da Luca Di Capua: studente al DAMS, sedicente fotografo, viveur, perennemente sovraeccitato, è l'antitesi di Gianni.

## Episodi
| Stagione         | Episodi | Prima TV  |
| ---------------- | ------- | --------- |
| Prima stagione   | 27      | 2014-2015 |
| Seconda stagione | 34      | 2015-2016 |